# René de Birague
René de Birague (Milão, 3 de fevereiro de 1507 - Paris, 24 de novembro de 1583) foi um cardeal do século XVI

## Biografia
Nasceu em Milão em 3 de fevereiro de 1507. Patrício milanês. Ele também está listado como Renato Birago; e seu sobrenome também está listado como Biraghe e Biragro. Filho de Giangiacomo Galeazzo Birago, embaixador do duque de Milão na França, e de Anna Trivulzio.
Foi enviado para Avignon para estudar, mas a morte do pai o fez retornar a Milão para cuidar dos assuntos da família. Obteve o doutorado em direito. Admitido no Collegio d'avvocati de Milão, 1536..
Durante as guerras da Itália, quando a França perdeu definitivamente le Milanais , a família seguiu o partido francês; ele e seus três irmãos, Louis, Pierre e Charles, tiveram que fugir para a França para evitar a vingança de Luigi Sforza, duque de Milão. Declarado traidor pelo governo espanhol, sua riqueza foi confiscada em 28 de junho de 1536; parcialmente restaurado, 1556. O rei Francisco I da França nomeou-o conselheiro do Parlamento de Paris. Mais tarde, durante o controle do Piemonte pela França, Maestro delle Richieste do Parlamento de Torino, 1539; e seu presidente em 1543. Casou-se com Valentina Balbiano; tiveram dois filhos, Vespasiano, que morreu na infância, e Francesca; Valentina morreu em Paris em 21 de dezembro de 1572; ele entrou no estado eclesiástico após a morte dela e tornou-se clérigo de Milão. Presidente do Conselho Superior de Pinerolo, 9 de janeiro de 1563. Embaixador da França no Concílio de Trento, abril de 1563; e mais tarde, 27 de junho de 1563, perante o imperador Fernando I e Maximiliano, rei dos romanos. Obteve as cartas de naturalização, setembro de 1565; assumiu o nome de René de Birague. Acompanhou o rei em sua viagem à Guiana. Procurador e tenente-general em Lyon, Forestz e Beaujolis, setembro de 1565 a 1568. Superintendente de Finanças, 1568-1570. Cavaleiro da Ordem de Saint-Michel. Em 1570, o rei Carlos IX nomeou-o guardião do selo do reino francês e, como tal, membro do conselho secreto real. Por causa do seu posto, participou na reunião secreta do conselho que decidiu o massacre da noite de Saint-Barthélemy , 24 de agosto de 1572; nessa época, estava na câmara do rei Carlos IX com os duques de Guise e Nevers, Tavannes e Retz, quando a rainha Catarina de' Medici chegou para determinar o rei, que estava indecisa. Nomeado chanceler da França como recompensa pela sua participação nessa ação, 17 de março de 1573..
Ordenado (sem data encontrada), Milão..
Eleito bispo de Lodève, 1573. Abade comendador de Flavigny, Longpont e Saint-Pierre di Sens. Prior de Sauvigny e Sainte-Catherine de Val des Ecoliers. Em setembro de 1578 renunciou ao cargo de guardião do selo, mas manteve o título de chanceler. Promovido ao cardinalato por instância do rei Henrique III da França.
Criado cardeal sacerdote no consistório de 21 de fevereiro de 1578; nunca recebeu o chapéu vermelho e o título. Comendador da Ordem de Saint-Esprit , 31 de dezembro de 1579. Renunciou ao governo da sé em 1580. Por sua forte oposição aos protestantes, foi chamado de martello degli eretici (martelo dos hereges)..
Morreu em Paris em 24 de novembro de 1583. Sepultado na igreja de Sainte-Catherine de Val des Écoliers, Paris, na capela que mandou construir. Ele era bastante pobre quando morreu.